# From Compton to Long Beach
"Death Row Presents: From Compton to Long Beach" (ou simplesmente "From Compton to Long Beach") é uma coletânea musical dos rapper's estadunidenses Snoop Dogg e Dr. Dre. O álbum conta com os maiores sucessos dos dois artistas lançados entre 1992 e 1994, quando eram membros da editora discográfica Death Row Records. O disco foi lançado em 3 de outubro de 2005 pela própria Death Row. O álbum recebeu duas capas promocionais, uma para a versão física e uma para a digital.

## Faixas
| N.º | Título                                                                                             | Duração |  |
| 1.  | "Nuthin' but a 'G' Thang" (Dr. Dre com Snoop Doggy Dogg)                                           | 3:50    |  |
| 2.  | "Let Me Ride" (Dr. Dre com Snoop Doggy Dogg, Ruben & Jewell)                                       | 4:03    |  |
| 3.  | "Gin and Juice" (Snoop Doggy Dogg com Dr. Dre)                                                     | 3:33    |  |
| 4.  | "Fuck wit Dre Day (And Everybody's Celebratin')" (Dr. Dre com Snoop Doggy Dogg)                    | 4:54    |  |
| 5.  | "Lil' Ghetto Boy" (Dr. Dre com Snoop Doggy Dogg & Nate Dogg)                                       | 4:41    |  |
| 6.  | "Lodi Dodi" (Snoop Doggy Dogg)                                                                     | 4:26    |  |
| 7.  | "Stranded on Death Row" (Dr. Dre com Kurupt & Rage & RBX & Snoop Doggy Dogg)                       | 4:46    |  |
| 8.  | "The Day the Niggaz Took Over" (Dr. Dre com RBX, Snoop Dogg, Dat Nigga Daz)                        | 4:35    |  |
| 9.  | "Bitches Ain't Shit" (Dr. Dre com Jewell, Lady of Rage, Tha Dogg Pound & Snoop Doggy Dogg)         | 4:48    |  |
| 10. | "Murder Was the Case" (Snoop Doggy Dogg)                                                           | 3:38    |  |
| 11. | "Gz and Hustlas" (Snoop Doggy Dogg)                                                                | 4:38    |  |
| 12. | "Ain't No Fun (If the Homies Can't Have None)" (Snoop Doggy Dogg com Kurupt, Nate Dogg & Warren G) | 4:08    |  |
| 13. | "A Nigga Witta Gun" (Dr. Dre)                                                                      | 3:54    |  |
| 14. | "Who Am I (What's My Name)?" (Snoop Doggy Dogg)                                                    | 4:08    |  |
| 15. | "Tha Shiznit" (Snoop Doggy Dogg)                                                                   | 4:14    |  |
| 16. | "Deeez Nuuuts" (Dr. Dre com Snoop Doggy Dogg, Dat Nigga Daz, Warren G & Nate Dogg)                 | 4:28    |  |
| 17. | "Rat-Tat-Tat-Tat" (Dr. Dre com Snoop Doggy Dogg, BJ & RBX)                                         |         |  |

## Créditos
Créditos adaptados do portal Allmusic.
- Daz Dillinger - vocais
- Dr. Dre - vocais, produção
- Nate Dogg - vocais, vocais auxiliares
- Warren G - vocais
- Snoop Dogg - vocais
- Colin Wolfe - vocais

## Desempenho nas paradas

### Weekly charts
| Chart (2005)                      | Peak position |
| --------------------------------- | ------------- |
| Reino Unido (UK R&B Albums Chart) | 10            |